# Ascorhynchus pararmatus
Ascorhynchus pararmatus là một loài nhện biển trong họ Ascorhynchidae. Loài này thuộc chi Ascorhynchus. Ascorhynchus pararmatus được miêu tả khoa học năm 1975 bởi Stock.